# Bergstraße 2 (Jesenwang)

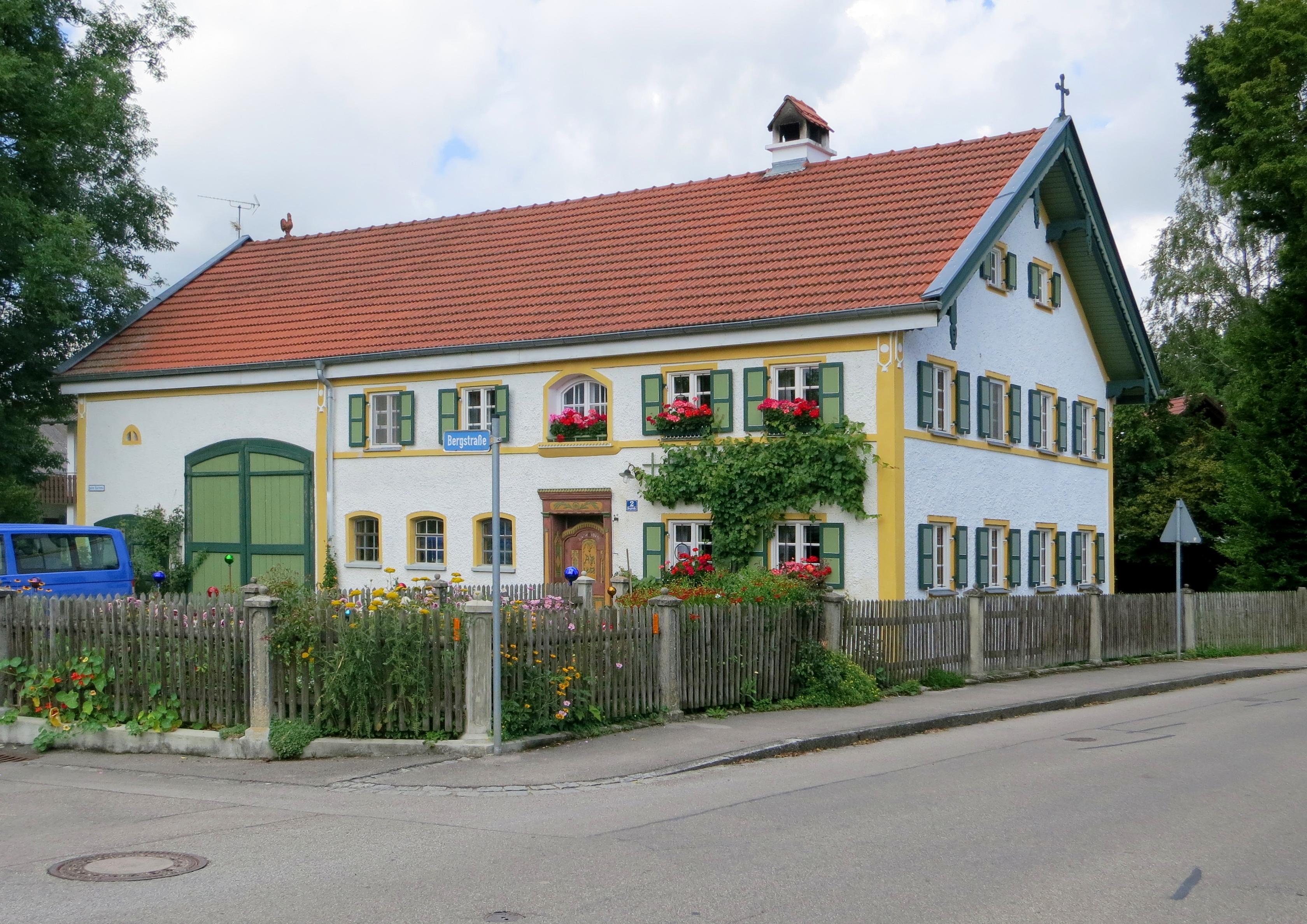
Ehemaliges Bauernhaus Bergstraße 2 in Jesenwang

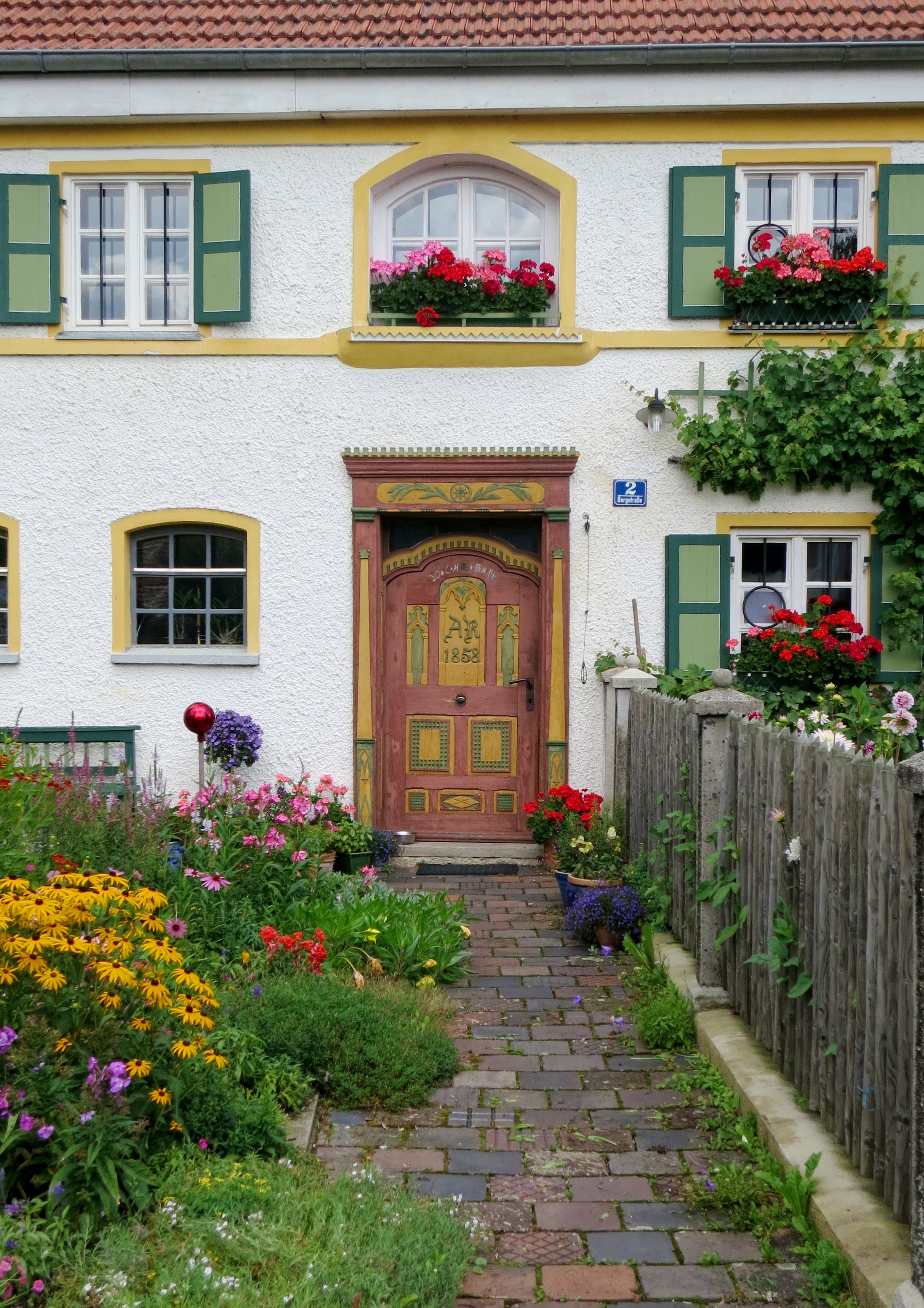
Eingang

Das ehemalige Bauernhaus Bergstraße 2 in Jesenwang, einer Gemeinde im oberbayerischen Landkreis Fürstenfeldbruck, wurde Ende des 19. Jahrhunderts errichtet. Das ehemalige Wohnstallhaus ist ein geschütztes Baudenkmal.
Das zweigeschossige Gebäude mit Putzgliederung besitzt eine traufseitige Laube über dem Eingang und im rückwärtigen Bereich einen eingebauten Backofen. Die prachtvolle Holztür von 1858 wurde wohl für ein anderes Gebäude geschaffen.